# 未来シリーズ
未来シリーズ(Tomorrow)とはアニメーターのテックス・アヴェリーによって制作されたシリーズ。シリーズと言っても4作品のみ。痛烈な社会風刺も込められている。

## 作品一覧
- 「こんなお家は」（HOUSE OF TOMORROW 1949年6月11日）
- 「ステキな自動車 」（CAR OF TOMORROW　1951年9月22日）
- 「うらやましいテレビ」（T.V. OF TOMORROW　1953年6月6日）
- 「楽しい農場」（FARM OF TOMORROW　1954年9月18日）

## 関連事項
- テックス・アヴェリー
- マイケル・ラー
- スコット・ブラッドリー
- トムとジェリー